# Johannes van Rossum

Johannes van Rossum

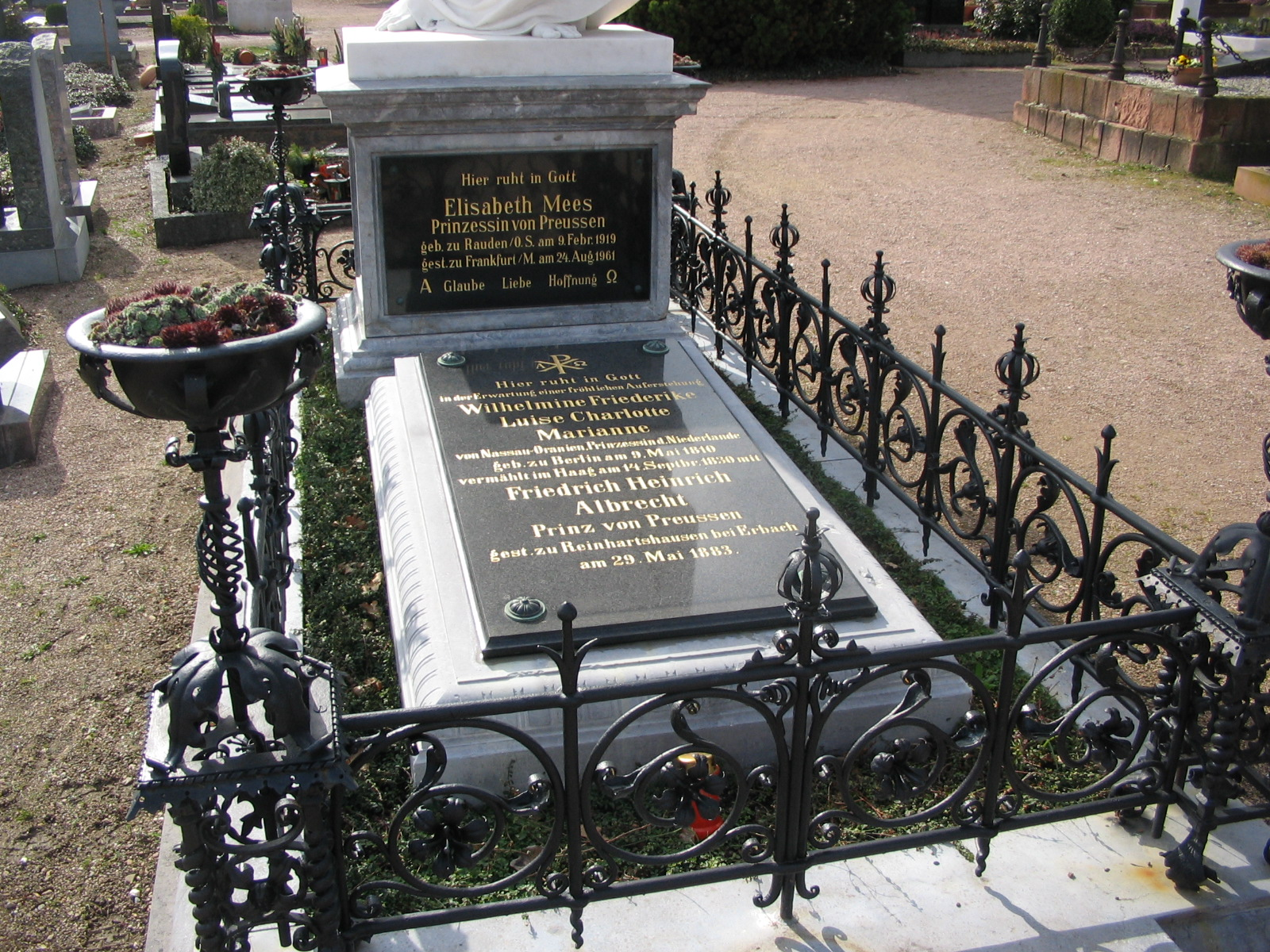
Grafsteen van prinses Marianne op het kerkhof van Erbach

Johannes van Rossum (Den Haag, 21 augustus 1809 – Schloss Reinhartshausen, Erbach im Rheingau, 1873) was de koetsier, later stalmeester, secretaris en minnaar van prinses Marianne van Oranje-Nassau.
Johannes’ vader was Willem van Rossum, een kruidenzoeker, zijn moeder was Maria Tammerijn, eigenaresse van een winkeltje.
Johannes van Rossum kreeg een relatie met prinses Marianne toen zij in 1848 na haar mislukte huwelijk in Voorburg op de buitenplaats ‘Rusthof’ ging wonen. Hij was op 17 mei 1837 in Den Haag reeds getrouwd met tapster Catharina Wilhelmina Keijzer (1816-1861, dochter van Adrianus Keijzer en Catrina van der Does) en is ook later nooit gescheiden van zijn vrouw. Zeven maanden na Mariannes komst naar Voorburg was ze zwanger van Van Rossum. Haar familie verbrak hierop het contact en Marianne en Johannes verlieten Nederland en gingen naar Sicilië. Daar werd in Cefalu in 1849 hun zoon Johannes Willem van Reinhartshausen geboren. Hij overleed op 12-jarige leeftijd aan roodvonk en werd begraven in de kerk van Erbach. Johannes en Marianne wilden na hun dood bij hun zoon begraven worden, maar omdat zij niet getrouwd waren, kregen zij daar van de kerkenraad geen toestemming voor. Johannes van Rossum werd in 1873 begraven op het kerkhof van Erbach, waar tien jaar later ook Marianne begraven zou worden. Alleen de naam van Marianne staat op de grafsteen.